# Росмур (Њу Џерзи)
Росмур (енгл. Rossmoor) насељено је место без административног статуса у америчкој савезној држави Њу Џерзи.

## Демографија
По попису из 2010. године број становника је 2.666, што је 463 (-14,8%) становника мање него 2000. године.
| Група             | 2000.         | 2010.         |
| Белци             | 3.050 (97,5%) | 2.445 (91,7%) |
| Афроамериканци    | 30 (1,0%)     | 115 (4,3%)    |
| Азијати           | 16 (0,5%)     | 27 (1,0%)     |
| Хиспаноамериканци | 16 (0,5%)     | 70 (2,6%)     |
| Укупно            | 3.129         | 2.666         |